# Tercera División de España (Grupo X)
El Grupo X de la Tercera División de España fue uno de los 18 que componen esta categoría. Desde que se reestructuró en 1983, participaban en él los equipos de la zona occidental de la Federación Andaluza de Fútbol junto a un representante de la Federación Ceutí.
Para los conjuntos de esta zona fue el cuarto nivel de competición en el sistema de ligas de fútbol de España, por debajo de la Segunda División B y por encima de la División de Honor Andaluza para los equipos andaluces y de la Preferente de Ceuta para los equipos ceutíes.
Salvo en la primera campaña de este periodo, se han cumplido íntegramente los límites establecidos en el grupo desde su refundación hasta la actualidad.
El Xerez Deportivo F.C. fue el último campeón del Grupo X de la extinta Tercera División.
Fue sustituido en 2021 por el Grupo X de la Tercera RFEF, quinto nivel del Sistema de ligas de fútbol de España.

## Historia

### Época preautonómica
El Grupo X se disputó por primera vez en 1945, aunque su existencia fue efímera puesto que desapareció tras dos temporadas. Esta era una época en la que la Tercera División era muy inestable y continuamente se estaba modificando el número de grupos y, consecuentemente, el área que abarcaba cada uno de ellos.
En la temporada 1945-46 participaron equipos de las provincias de Almería, Cádiz (incluida Ceuta), Córdoba, Granada, Huelva, Jaén, Málaga (incluida Melilla) y Sevilla, además del antiguo Protectorado Español de Marruecos. Para la temporada 1946-47 se redujo su área y participaron conjuntos de las provincias de Badajoz, Córdoba, Huelva, Jaén y Sevilla. Finalmente, tras esta campaña, el grupo desapareció en 1947.
El grupo volvió a aparecer en 1954 por una profunda reestructuración que se produjo en la categoría en la que se amplió de 8 a 16 los grupos que la conformaban. En este nuevo periodo de 1954 a 1968 el área que abarcó fue las provincias de Albacete y Murcia y parte de la de Alicante. En 1968 volvió a desaparecer tras reducirse el número de grupos de la división a 8.
Se debe tener en cuenta que durante toda la época preautonómica las zonas que correspondían a cada grupo de la categoría eran solo orientativas, por lo que existían excepciones en todas ellas por la preferencia de ciertos equipos a pertenecer a otros conjuntos debido a la cercanía de las localidades a sus áreas.

### Época autonómica

#### Periodo I: 1980-1983
El Grupo X se refundó en 1980 debido a la gran reestructuración que comenzó ese año en la Tercera División para adaptarla a la nueva organización territorial de España, de modo que cada grupo tuviese un carácter autonómico.
La zona de ámbito que le correspondió fue la zona occidental de la comunidad autónoma de Andalucía, la ciudad autónoma de Ceuta y la comunidad autónoma de Extremadura. Este periodo solo tuvo una duración de 3 temporadas, puesto que en 1983 se creó en la categoría un nuevo grupo para los conjuntos extremeños, el Grupo XIV, y a los equipos andaluces y ceutíes les correspondió este Grupo X.
Durante las campañas en las que el grupo le correspondió esta zona, se cumplieron los límites territoriales establecidos salvo en la temporada 1982-83 en la que estuvo participando un equipo de la provincia de Jaén (el Iliturgi C.F.) por la cercanía de su localidad con el área de ámbito. Durante esta misma temporada estuvo jugando por el mismo motivo en el Grupo IX de la categoría un club de la provincia de Cádiz (la R.B. Linense).

#### Periodo II: 1983-Actualidad
A partir de 1983 al Grupo X comenzó a corresponderle la zona de ámbito actual: la zona occidental de la comunidad de Andalucía y la ciudad de Ceuta. Estos equipos ya estaban participando las temporadas anteriores en este grupo de la categoría.
Durante todo este periodo solo se produjo una excepción en la que participó un equipo que no pertenecía al área anteriormente mencionada: en la temporada 1983-84 hubo un conjunto de la provincia de Jaén (el Iliturgi C.F.) debido a la cercanía de su localidad con la zona. Este ya había participando anteriormente en el grupo y en la siguiente campaña el equipo volvió al suyo correspondiente.

## Sistema de competición 2020-21
Esta temporada tuvo un sistema de competición de transición, provocado por la paralización del fútbol no profesional a causa de la pandemia de Coronavirus. La Tercera División sufrió un proceso de transición en el que en la temporada 2021-2022 pasó de ser la cuarta categoría a nivel nacional a ser la quinta, y cambió su denominación a Tercera División RFEF. El lunes 14 de septiembre se confirmaron las bases de competición.
En la Primera Fase participaron veintiún clubes encuadrados en dos subgrupos de diez y once equipos cada uno. Se enfrentan en cada subgrupo todos contra todos en dos ocasiones -una en campo propio y otra en campo contrario- durante un total de 18 y 22 jornadas respectivamente. El orden de los encuentros se decidió por sorteo antes de empezar la competición. La Federación Andaluza de Futbol fue la responsable de designar las fechas de los partidos y los árbitros de cada encuentro, reservando al equipo local la potestad de fijar el horario exacto de cada encuentro.
Una vez finalizada la Primera Fase los tres primeros clasificados avanzaron a la Segunda Fase para Segunda División RFEF, los clasificados entre la cuarta y sexta posición lo hicieron a la Segunda Fase por la Fase Final para Segunda División RFEF / Play Off de Ascenso a Segunda División RFEF, y el resto disputaron la Segunda Fase por la Permanencia en Tercera División RFEF. Los puntos obtenidos, así como los goles, tanto a favor como en contra, se arrastraron a la siguiente fase, comenzado cada equipo su fase específica con los puntos y goles obtenidos en la Primera Fase.
En la Segunda Fase para Segunda División RFEF participaron seis clubes en un único grupo. Se rescataron los puntos obtenidos en la Primera Fase y se enfrentaron tan solo los equipos que hayan estado en distintos subgrupos en dos ocasiones -una en campo propio y otra en campo contrario- durante un total de 6 jornadas. El orden de los encuentros se decidió por sorteo antes de empezar la Fase. Los dos primeros clasificados ascendieron directamente a la nueva Segunda RFEF, mientras que los otros cuatro equipos disputaron la Fase Final de Eliminatorias a Segunda División RFEF / Play Off de Ascenso a Segunda División RFEF.
En la Segunda Fase por el Play Off de Ascenso a Segunda División RFEF participaron seis clubes en un único grupo. Se rescataron los puntos obtenidos en la Primera Fase y se enfrentaron tan solo los equipos que hayan estado en distintos subgrupos en dos ocasiones -una en campo propio y otra en campo contrario- durante un total de 6 jornadas. El orden de los encuentros se decidió por sorteo antes de empezar la Fase. Los dos primeros clasificados disputaron la Fase Final de Eliminatorias a Segunda División RFEF / Play Off de Ascenso a Segunda División RFEF, mientras que los cuatro primeros participarán en Tercera División RFEF.
En la Segunda Fase por la Permanencia en Tercera División RFEF participaron nueve clubes en un único grupo. Se rescatan los puntos obtenidos en la Primera Fase y se enfrentaron tan solo los equipos que hayan estado en distintos subgrupos en dos ocasiones -una en campo propio y otra en campo contrario- durante un total de 10 jornadas. El orden de los encuentros se decidió por sorteo antes de empezar la Fase. Los cinco últimos clasificados descendieron directamente a División de Honor Andaluza y Preferente de Ceuta, mientras que los cuatro primeros permanecen en Tercera RFEF.
El ganador de un partido obtuvo tres puntos, el perdedor cero puntos, y en caso de empate hubo un punto para cada equipo. 
Por último la Fase Final de Ascenso a Segunda División RFEF / Play Off de Ascenso a Segunda División RFEF la disputaron seis clubes en formato de eliminatorias a partido único, ejerciendo de local el equipo con mejor clasificación. En la primera ronda compitieron los dos primeros clasificados de la Fase Intermedia y los clasificados en quinta y sexta posición de la Segunda Fase de Ascenso. Los vencedores de esta ronda jugaron la segunda eliminatoria donde se incorporaron los clasificados en tercera y cuarta posición de la Segunda Fase de Ascenso. Los vencedores disputaron una final de la que salió la tercera plaza de ascenso a Segunda División RFEF.

## Temporadas
Los equipos participantes en la temporada 2020-21 son los siguientes:

## Palmarés
En ambos palmareses se tiene en cuenta a partir de la temporada 1983-84, es decir, desde que el grupo abarca la zona de ámbito actual (provincias de la zona occidental de Andalucía y la ciudad de Ceuta).
Los nombres de los clubes que aparecen en cursiva y con una † han desaparecido.

### Palmarés de campeonatos
El palmarés se encuentra actualizado hasta la temporada 2020-21 inclusive.
| Club                     | Campeonatos | Subcampeonatos | Temporadas de los campeonatos                        | Temporadas de los subcampeonatos   |
| ------------------------ | ----------- | -------------- | ---------------------------------------------------- | ---------------------------------- |
| Betis Deportivo Bpié.    | 6           | 4              | 1984-85, 1989-90, 1993-94, 2013-14, 2016-17, 2019-20 | 1983-84, 1986-87, 2000-01, 2006-07 |
| Sevilla Atlético         | 5           | 0              | 1983-84, 1985-86, 1986-87, 1991-92, 2000-01          |                                    |
| Algeciras C.F.           | 5           | 0              | 1987-88, 1999-00, 2006-07, 2012-13, 2014-15          |                                    |
| C.D. Villanueva †        | 3           | 0              | 2001-02, 2002-03, 2004-05                            |                                    |
| Cádiz C. F. "B"          | 3           | 0              | 1990-91, 2017-18, 2018-19                            |                                    |
| C.D. San Fernando †      | 2           | 4              | 1995-96, 2007-08                                     | 1987-88, 1997-98, 1999-00, 2005-06 |
| R.B. Linense             | 2           | 0              | 1998-99, 2010-11                                     |                                    |
| C.D. Alcalá              | 2           | 0              | 2003-04, 2009-10                                     |                                    |
| Racing C. Portuense      | 1           | 2              | 2005-06                                              | 1989-90, 1990-91                   |
| Atlético Sanluqueño C.F. | 1           | 2              | 2011-12                                              | 1995-96, 2015-16                   |
| C.D. San Roque de Lepe   | 1           | 2              | 2008-09                                              | 2013-14, 2020-21                   |
| C.D. Utrera              | 1           | 1              | 1988-89                                              | 1994-95                            |
| Córdoba C.F. "B"         | 1           | 1              | 2015-16                                              | 2012-13                            |
| C. Atlético Cortegana    | 1           | 0              | 1992-93                                              |                                    |
| C.D. Pozoblanco          | 1           | 0              | 1994-95                                              |                                    |
| C. Ceutí Atlético †      | 1           | 0              | 1996-97                                              |                                    |
| A.D. Ceuta †             | 1           | 0              | 1997-98                                              |                                    |
| Xerez Deportivo F.C.     | 1           | 0              | 2020-21                                              |                                    |
| San Fernando C.D.        | 0           | 3              |                                                      | 2009-10, 2011-12, 2014-15          |
| C.D. Mairena             | 0           | 2              |                                                      | 1992-93, 2009-10                   |
| U.D. Los Palacios †      | 0           | 2              |                                                      | 1993-94, 2002-03                   |
| Jerez Industrial C.F.    | 0           | 2              |                                                      | 2001-02, 2008-09                   |
| A.D. Ceuta F.C.          | 0           | 2              |                                                      | 2017-18, 2018-19                   |
| Córdoba C.F.             | 0           | 1              |                                                      | 1984-85                            |
| Coria C.F.               | 0           | 1              |                                                      | 1985-86                            |
| C.D. Lebrija †           | 0           | 1              |                                                      | 1988-89                            |
| Écija Bpié.              | 0           | 1              |                                                      | 1991-92                            |
| Isla Cristina C.D. †     | 0           | 1              |                                                      | 1996-97                            |
| Dos Hermanas C.F.        | 0           | 1              |                                                      | 1998-99                            |
| Bollullos C.F.           | 0           | 1              |                                                      | 2003-04                            |
| U.D. Los Barrios         | 0           | 1              |                                                      | 2004-05                            |
| Puerto Real C.F.         | 0           | 1              |                                                      | 2007-08                            |
| Arcos C.F.               | 0           | 1              |                                                      | 2016-17                            |
| C.D. Ciudad de Lucena    | 0           | 1              |                                                      | 2019-20                            |

El criterio de clasificación del Palmarés de campeonatos es el siguiente: 1º: Número de campeonatos; 2º: Número de subcampeonatos; 3º: Temporada más antigua en conseguir el campeonato; 4º: Temporada más antigua en conseguir el subcampeonato.

### Palmarés de clasificaciones para el ascenso
El palmarés se encuentra actualizado hasta la temporada 2016-17 inclusive.
Las temporadas que están indicadas en negrita son aquellas en las que los clubes lograron un ascenso a Segunda División B; y en aquellas temporadas en las que aparezca un * al lado de donde se indica la posición, no hubo promoción de ascenso, por lo que los clubes ascendieron directamente.
En este palmarés solo se tienen en cuenta los ascensos conseguidos por méritos deportivos, no los administrativos.
| Club                     | Clasificaciones para el ascenso | Ascensos | TemporadasPosición                                                                                            |
| ------------------------ | ------------------------------- | -------- | --- |
| Algeciras C.F.           | 11                              | 7        | 1987-881*, 1991-924, 1996-973, 1997-984, 1999-001, 2006-071, 2012-131, 2014-151, 2016-174, 2017-183, 2018-194 |
| C.D. San Fernando †      | 10                              | 2        | 1992-933, 1993-943, 1995-961, 1997-982, 1998-994, 1999-002, 2003-044, 2005-062, 2006-074, 2007-081            |
| Betis Deportivo Bpié.    | 8                               | 8        | 1984-851, 1986-872*, 1989-901*, 1993-941, 2000-012, 2006-072, 2013-141, 2016-171                              |
| Atlético Sanluqueño C.F. | 7                               | 4        | 1986-873*, 1995-962, 2000-014, 2011-121, 2014-154, 2015-162, 2017-184                                         |
| R.B. Linense             | 6                               | 3        | 1998-991, 2003-043, 2004-054, 2005-064, 2007-083, 2010-111                                                    |
| C.D. Alcalá              | 6                               | 2        | 2002-034, 2003-041, 2008-094, 2009-101, 2013-143, 2015-164                                                    |
| Sevilla Atlético         | 5                               | 3        | 1983-841, 1985-861, 1986-871*, 1991-921, 2000-011                                                             |
| C.D. San Roque de Lepe   | 5                               | 3        | 1990-914, 1991-923, 1997-983, 2008-091, 2013-142                                                              |
| C.D. Mairena             | 5                               | 0        | 1992-932, 2009-102, 2010-114, 2011-123, 2012-134                                                              |
| Racing C. Portuense      | 4                               | 2        | 1990-912, 1999-004, 2004-053, 2005-061                                                                        |
| San Fernando C.D.        | 4                               | 2        | 2010-112, 2011-122, 2014-152, 2015-163                                                                        |
| C.D. Villanueva †        | 4                               | 1        | 2001-021, 2002-031, 2004-051, 2007-084                                                                        |
| Coria C.F.               | 4                               | 0        | 1985-862, 1998-993, 2011-124, 2012-133                                                                        |
| Écija Bpié.              | 3                               | 2        | 1990-913, 1991-922, 2016-173                                                                                  |
| C.D. Utrera              | 3                               | 2        | 1988-891*, 1994-952, 2018-193                                                                                 |
| Isla Cristina C.D. †     | 3                               | 1        | 1994-954, 1995-963, 1996-972                                                                                  |
| Lucena C.F.              | 3                               | 1        | 2000-013, 2002-033, 2006-073                                                                                  |
| Cádiz C. F. "B"          | 3                               | 1        | 1990-911, 2017-181, 2018-191                                                                                  |
| A.D. Ceuta F.C.          | 3                               | 0        | 2013-144, 2017-182, 2018-192                                                                                  |
| Córdoba C.F. "B"         | 2                               | 1        | 2012-132, 2015-161                                                                                            |
| U.D. Los Palacios †      | 2                               | 1        | 1993-942, 2002-032                                                                                            |
| Jerez Industrial C.F.    | 2                               | 1        | 2001-022, 2008-092                                                                                            |
| C.D. Pozoblanco          | 2                               | 0        | 1994-951, 2010-113                                                                                            |
| C. Atlético Cortegana    | 2                               | 0        | 1992-931, 1993-944                                                                                            |
| Puerto Real C.F.         | 2                               | 0        | 1999-003, 2007-082                                                                                            |
| U.D. Los Barrios         | 2                               | 0        | 2004-052, 2008-093                                                                                            |
| Arcos C.F.               | 2                               | 0        | 2005-063, 2016-172                                                                                            |
| Chiclana C.F.            | 2                               | 0        | 1994-953, 1995-964                                                                                            |
| Ayamonte C.F.            | 2                               | 0        | 1996-974, 2009-103                                                                                            |
| A.D. Ceuta †             | 1                               | 1        | 1997-981 |
| Córdoba C.F.             | 1                               | 1        | 1984-852 |
| Dos Hermanas C.F.        | 1                               | 1        | 1998-992 |
| C. Ceutí Atlético †      | 1                               | 0        | 1996-971 |
| Bollullos C.F.           | 1                               | 0        | 2003-042 |
| C.A. Antoniano           | 1                               | 0        | 2001-023 |
| C.D. Gerena              | 1                               | 0        | 2014-153 |
| C.M.D. San Juan          | 1                               | 0        | 1992-934 |
| Atlético Onubense        | 1                               | 0        | 2001-024 |
| U.D. Marinaleda          | 1                               | 0        | 2009-104 |

El criterio de clasificación del Palmarés de clasificaciones para el ascenso es el siguiente: 1º: Número de clasificaciones para el ascenso; 2º: Número de ascensos; 3º: Número de primeros puestos con clasificación para el ascenso; 4º: Número de segundos puestos con clasificación para el ascenso; 5º: Número de terceros puestos con clasificación para el ascenso; 6º: Número de cuartos puestos con clasificación para el ascenso; 7º: Temporada más antigua en conseguir una clasificación.